# Macrolabis aconiti
Macrolabis aconiti är en tvåvingeart som beskrevs av Fedotova 2000. Macrolabis aconiti ingår i släktet Macrolabis och familjen gallmyggor.
Artens utbredningsområde är Kazakstan. Inga underarter finns listade i Catalogue of Life.